# Albert Wurzer
Albert Wurzer (...) è un ex bobbista tedesco.

## Biografia
Vinse ai campionati mondiali due medaglie:
- nel 1974, oro nel bob a quattro con Peter Utzschneider, Manfred Schumann e Wolfgang Zimmerer[1] .
- nel 1975, argento nel bob a quattro con Peter Utzschneider, Wolfgang Zimmerer e Fritz Ohlwärter.